# Gòtic català

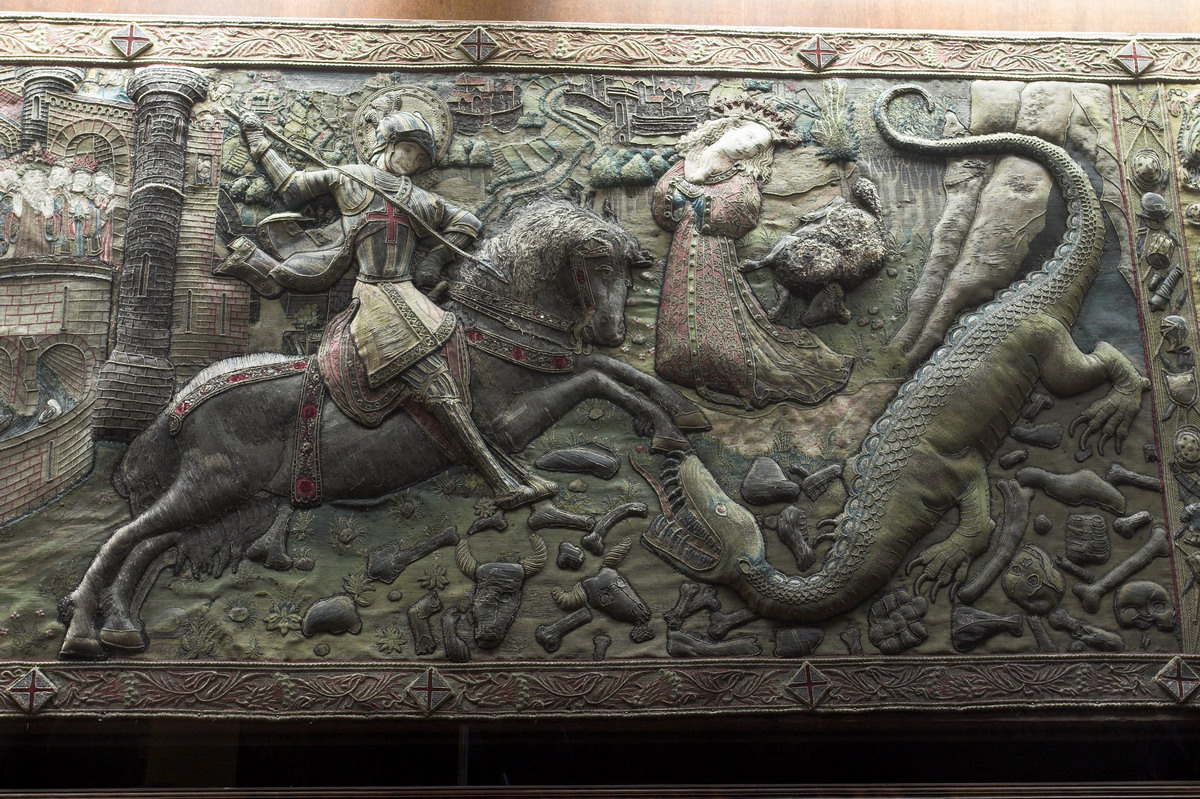
Tapís gòtic del a la capella de Sant Jordi del Palau de la Generalitat de Catalunya

El gòtic català és l'art gòtic desenvolupat a Catalunya. Presenta unes característiques particulars, especialment en arquitectura, que el diferencien del gòtic europeu d'influència francesa. També comparteix algunes característiques amb el gòtic llenguadocià, desenvolupat al sud d'Occitània.
El seu origen es troba en el manteniment de molts trets de l'arquitectura romànica i en les construccions monàstiques de l'Orde del Cister o Cistell.

## Marc històric

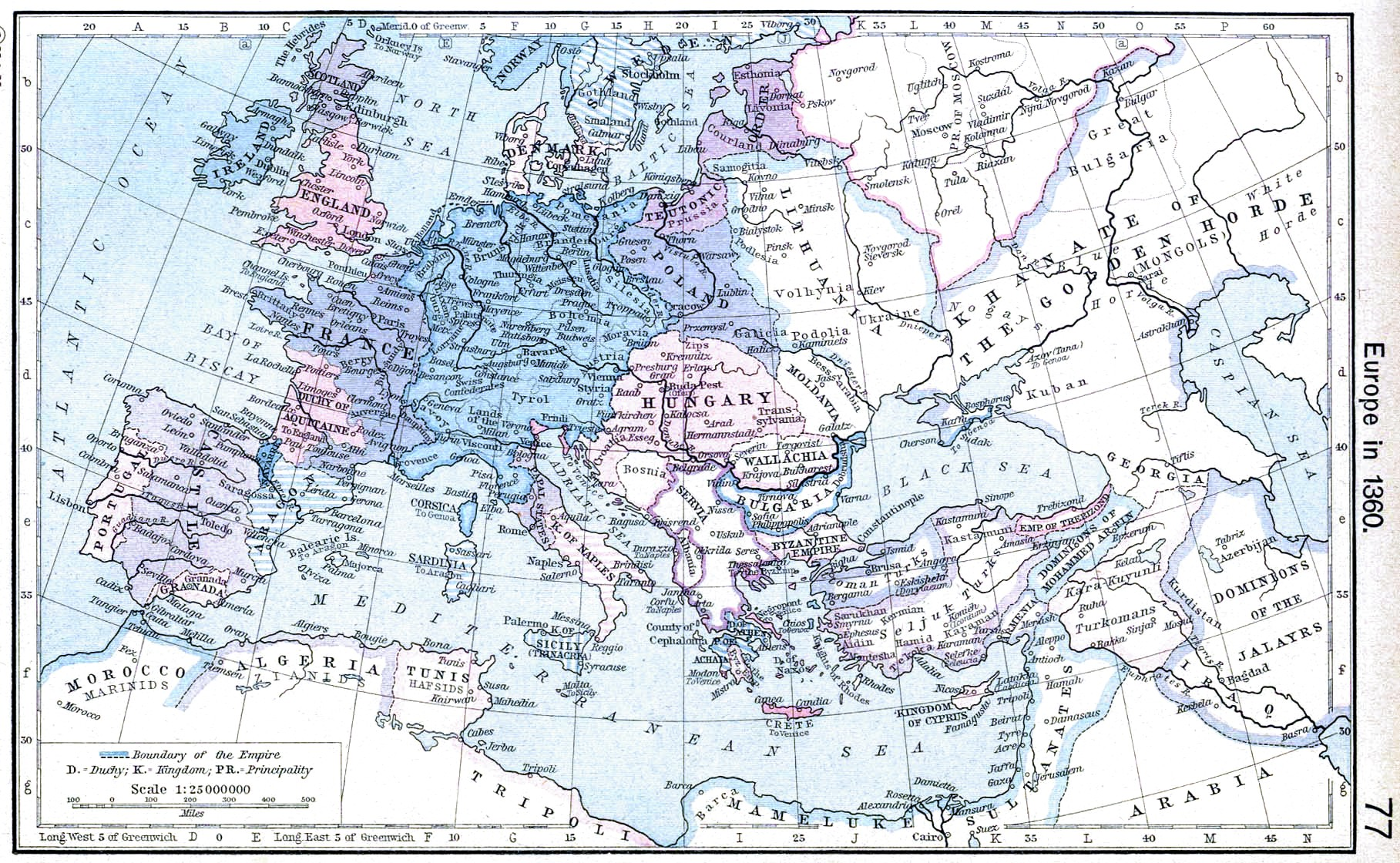
Mapa polític de l'Europa del 1360.

A la mort de Pere el Gran, Jaume el Just és l'hereu del Regne de Sicília, per la mort del seu germà major Alfons el Franc esdevé el cap del Casal de Barcelona heretant també la Corona d'Aragó.
Jaume el Just és el rei que propicià l'entrada del gòtic a Catalunya: a Sicília, s'havia amarat d'una nova sensibilitat que li va permetre de concebre l'art com un mitjà per donar prestigi a la Corona d'Aragó. Jaume el Just estava casat amb Blanca de Nàpols, que per tradició familiar participava d'aquesta cultura refinada de la cort. El monestir de Santes Creus va esdevenir un símbol programàtic d'aquesta transformació estètica.

## Trets diferencials

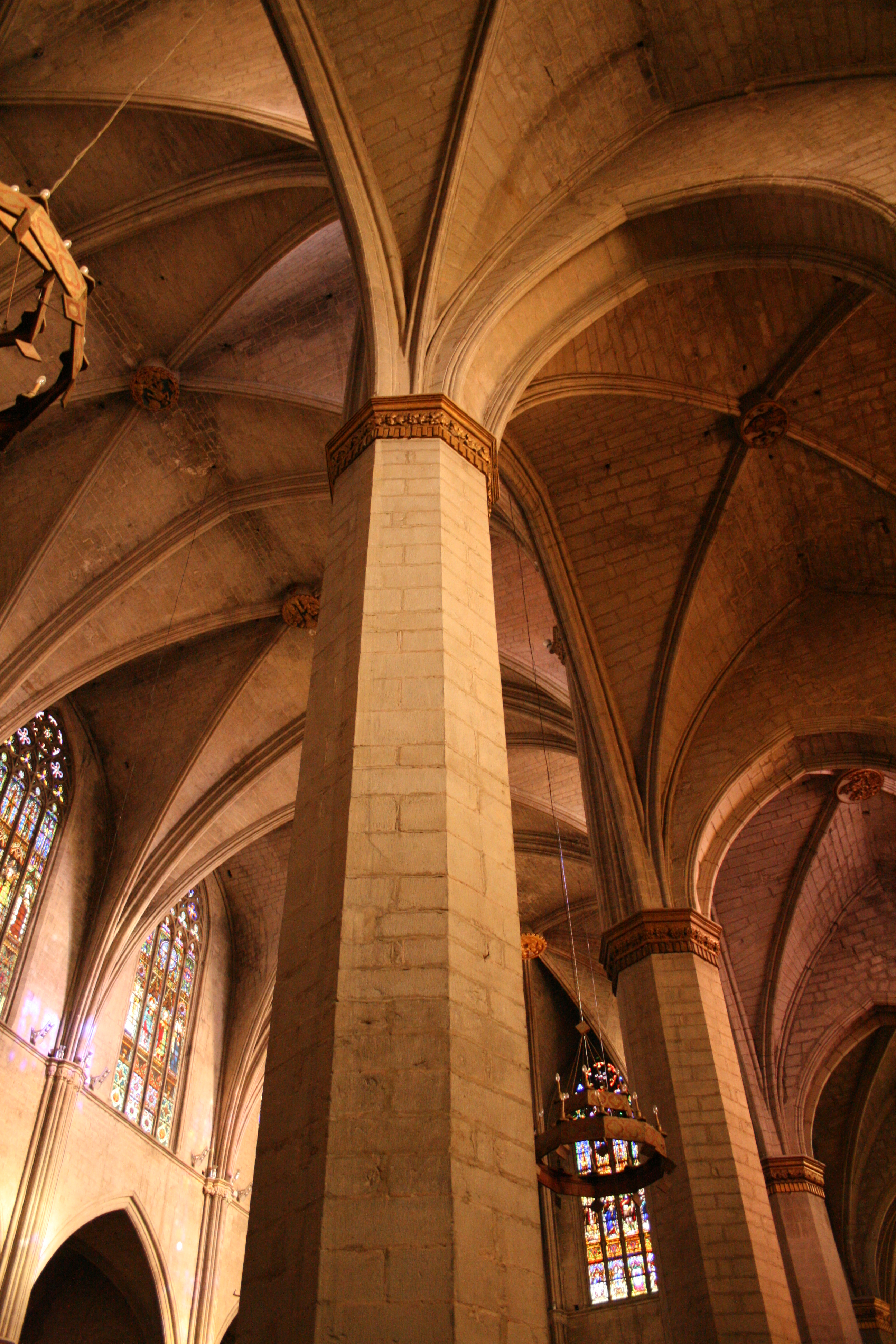
Voltes de la part central i lateral de la Seu de Manresa.

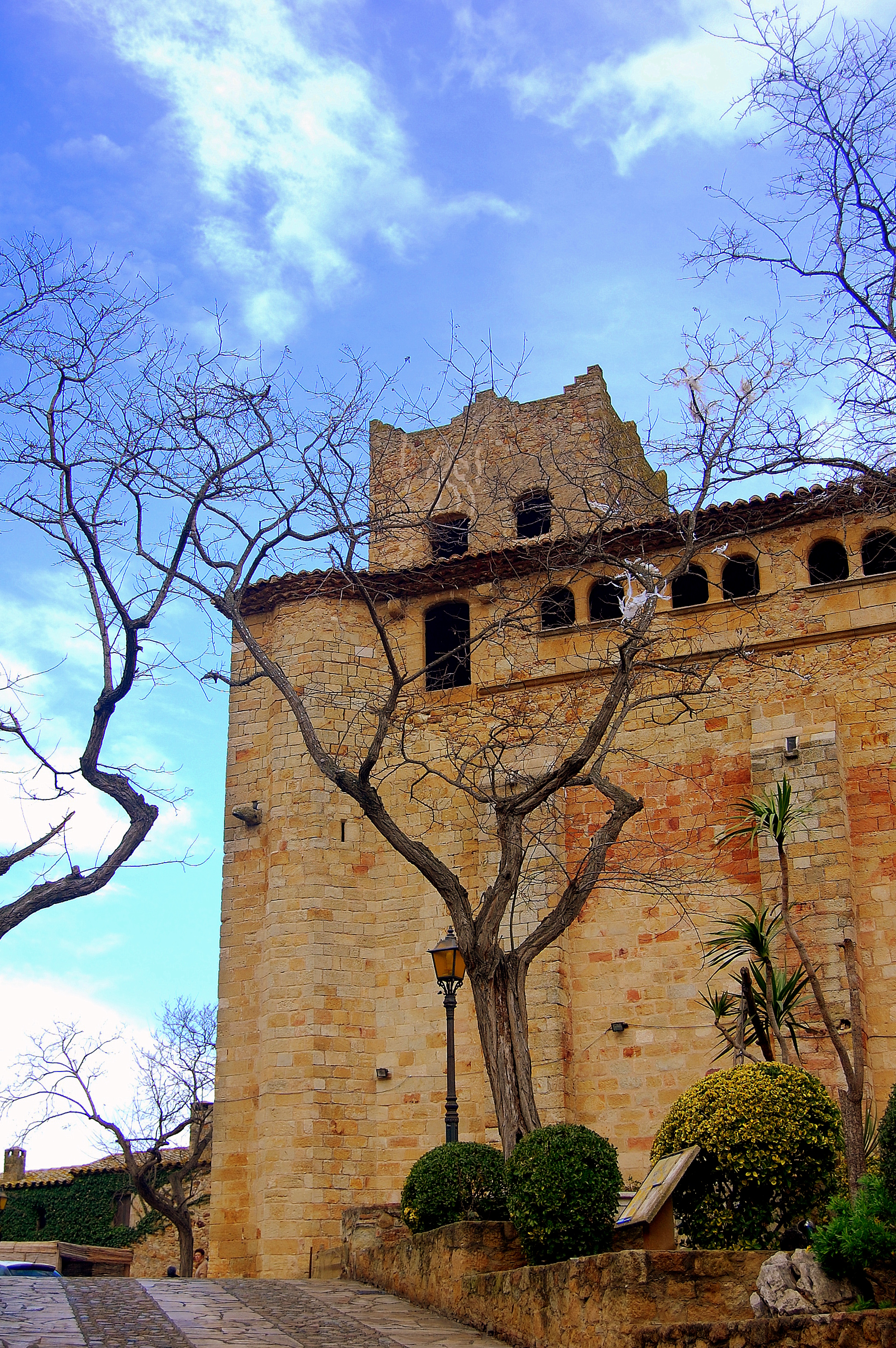
Arcs de mig punt i contraforts a l'església gòtica de Pals

L'arquitectura catalana del període gòtic presenta diversos elements comuns amb el gòtic internacional, però el marc socioeconòmic i el rol del gòtic a Catalunya com a instrument d'expressió de la puixança del país el diferencien. Tot i que la majoria d'elements formals i l'estructuració espacial provenen del gòtic general europeu, diverses influències i el seu rol d'instrument d'Estat converteixen el gòtic català en un fenomen diferent, que té també uns trets estilístics propis, fomentant una austeritat de línies i formes totalment allunyada del decorativisme internacional i amb un gust especial per crear espais unitaris i diàfans.
Les característiques principals del gòtic català, comparades amb el gòtic internacional, són:
| Gòtic català                                                                          | Gòtic internacional                         |
| ------------------------------------------------------------------------------------- | ------------------------------------------- |
| Espais unitaris                                                                       | Espais compartimentats                      |
| Formes exteriors compactes i llises                                                   | Formes exteriors a diverses profunditats    |
| Grans superfícies llises on els cossos de l'estructura només es marquen amb motllures | Manca de superfícies llises                 |
| Ús de cobertes de fusta sobre arcs diafragma                                          | Poc ús d'aquesta tècnica                    |
| Horitzontalitat                                                                       | Verticalitat                                |
| Torres acabades en terrats plans                                                      | Pinacles i agulles                          |
| Campanar independent, o cap al creuer o l'absis                                       | Parella de campanars a la façana occidental |
| Gran puresa formal                                                                    | Decorativisme i agitació estructural        |
| Quasi eliminació de transseptes                                                       | Transseptes prominents                      |
| Contraforts                                                                           | Arcbotants                                  |
| Capelles entre els contraforts                                                        | Contraforts exteriors                       |
| Terrats                                                                               | Teulades                                    |
| Predomini de plens sobre buits                                                        | Predomini de buits sobre plens              |
| Poca importància dels vitralls                                                        | Gran importància dels vitralls              |
| Igualació d'alçades de les tres naus                                                  | Gran diferència d'alçada entre naus         |
| Gust per les naus úniques                                                             | Poc ús de la nau única                      |
| Gran separació entre pilars                                                           | Poca separació entre pilars                 |
| Ús de l'arc de mig punt, a més de l'apuntat                                           | Ús gairebé exclusiu de l'arc apuntat        |
| Planta octogonal per a elements (pilars, torres, cimboris, etc.)                      | Poc ús de la planta octogonal               |
En escultura i pintura les particularitats del gòtic català no són en absolut tan marcades i s'inscriuen plenament en l'àmbit internacional, ja sigui d'estil italià o d'estil flamenc. Entre els pintors cal citar Ferrer Bassa, Pere Serra, Lluís Borrassà, Bernat Martorell, Lluís Dalmau i Jaume Huguet.

## Arquitectura

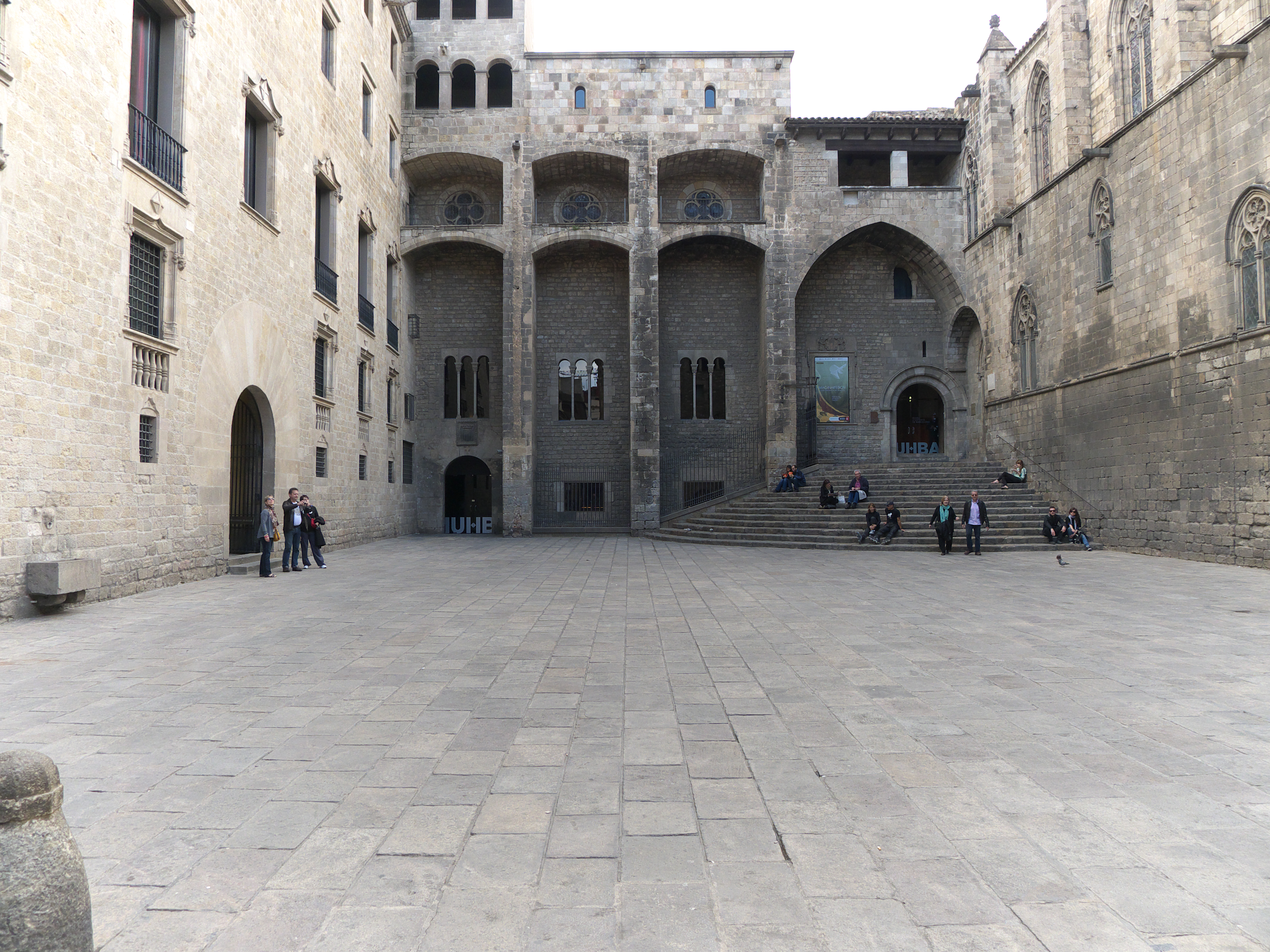
Plaça del Rei de Barcelona

Catalunya va viure moments de prosperitat i d'importants conquestes entre els segles xii i xv. Les ciutats van créixer i, amb la plenitud, va arribar la febre constructiva. Es van aixecar grans catedrals com les de Girona i Santa Maria del Mar o monestirs com el de Santa Maria de Pedralbes. Durant l'època gòtica, no tot van ser edificis religiosos. Des del segle xiii fins a pràcticament l'inici del XVI es van aixecar equipaments cívics, fàbriques, ponts i equipaments militars.

## Vegeu també

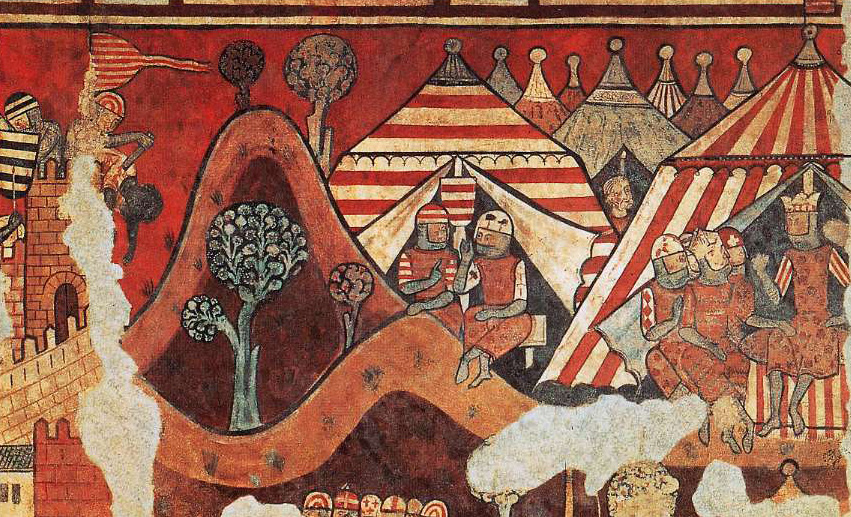
Fresc del segle XIII